# 713-j prosit posadku
713-j prosit posadku (713-й просит посадку) è un film del 1962 diretto da Grigorij Grigor'evič Nikulin.